# بطولة ويمبلدون 1930
قائمة ببطولات ويمبلدون لسنة 1930:

## فردي رجال
بيل تيلدن هزم  ويلمر أليسون, جر. النتيجة: 6-3 9-7 6-4

## فردي سيدات
هيلين ويلز مودي هزمت  إليزالبيث ريان. النتيجة: 6-2, 6-2